# Edmond de Bries
Asensio Marsal Martínez (Cartagena, 1897-Barcelona, c.1936 o 1950), conocido artísticamente como Edmond de Bries o Egmont de Bries, fue un transformista, actor y cantante de cuplé español, especialmente popular en los años veinte en España.

## Trayectoria

### Inicios
Asensio nació en Cartagena en 1897. Debido a la muerte de su padre comenzó a trabajar siendo aún un niño, destacándose en la costura. Comenzó a trabajar como modista y sastre para cupletistas y personajes famosos, logrando reconocimiento y siendo mencionado en el libro de memorias de Rafael Cansinos Assens La novela de un literato (1911).En esta etapa vivía con su madre Isabel Martínez y su hermana, la bailarina y cantante Magda de Bries, en una pensión de la calle Relatores de Lavapiés.
A los catorce años vio en su ciudad natal una actuación del transformista Ernesto Foliers, y después se caracterizó como él en una fiesta familiar, con tan buena acogida que decidió iniciar una carrera en el teatro como transformista, en un momento de popularidad de la disciplina en España. Debutó en el Teatro de la Encomienda de Lavapiés bajo el nombre de Marsal, y posteriormente utilizó el de Salmar, para finalmente adoptar el de Edmond de Bries (en ocasiones escrito como "Egmont"), con el que pasó a ser públicamente conocido desde entonces.

### Éxito
En 1919 actuó ante los reyes en el Teatro Victoria Eugenia de San Sebastián, y en 1920 debutó en el Teatro Fuencarral en Madrid, donde durante cuatro meses logró reunir a más de 2.500 espectadores en todas sus actuaciones. En estas actuaciones estrenó el cuplé «Las tardes del Ritz», escrito por Álvaro Retana, que se convirtió en su canción más conocida.Su fama continuó creciendo y compartió escena con otros transformistas como Actis Eliu, Bella Dora, Ernesto Foliers o su hermana Magda, además de actuar en ciudades como París. En sus espectáculos imitaba a cantantes como La Goya, Pastora Imperio, Fornarina o La Chelito, haciendo uso de un vestuario de gran lujo y una fuerte mimetización con las imitadas.También fueron populares sus imitaciones de Luisa Vila en el cuplé La Cocaína y de Blanquita Suárez en La Marquesa del Trianón.
A partir de 1924 comenzó a actuar en países de América como Argentina, Venezuela o Cuba, así como en Nueva York. Tras cuatro años actuando en América, y en un momento de cierta pérdida de popularidad del cuplé, en marzo de 1928 volvió a Madrid y actuó de nuevo en el teatro Fuencarral y el teatro de La Latina. Se desconoce cualquier dato biográfico sobre él tras el inicio de la Guerra civil española,y se considera que pudo fallecer durante ella o en la década de 1950.
En 2017 se publicó el libro Orgullo travestido: Egmont de Bries y la repercusión social del transformismo en la España del primer tercio del siglo XX, del investigador Juan Carlos Usó.

## Libro
- Bonitos couplés por el mago del arte del vestido (1925).